# República Futura
República Futura (en italiano: Repubblica Futura, RF) es un partido político centrista de San Marino que anteriormente gobernaba con Izquierda Socialista Democrática y Cívico 10.
El partido se formó entre el 24 y el 25 de febrero de 2017 mediante la fusión de la Alianza Popular (AP) y la Unión por la República (UPR).
El ala juvenil del partido es Generación Futura (en italiano: Generazione Futura).

## Historia electoral
| Elección | Líder             | Votos | %          | Escaños | +/– | Estatus   |
| -------- | ----------------- | ----- | ---------- | ------- | --- | --------- |
| 2016     | Mario Venturini   | 1,865 | 9.60 (#4)  | 11/60   | 6   | Gobierno  |
| 2019     | Mario Venturini   | 1,850 | 10.29 (#5) | 6/60    | 5   | Oposición |
| 2024     | Roberto Giorgetti | 2,178 | 11.98 (#4) | 8/60    | 2   | Oposición |